# Тофізопам
Тофізопам (Emandaxin, Grandaxin, Sériel) є анксіолітиком, який продається в кількох європейських країнах. Хімічно це 2,3-бензодіазепін. Однак, на відміну від інших анксіолітичних бензодіазепінів (які зазвичай є 1,4- або 1,5-заміщеними), тофізопам не має властивостей протисудомних, седативних, властивостей релаксантів скелетних м'язів, не порушує рухові навички та не має амнезичних властивостей. Хоча він сам по собі не може бути протисудомним засобом, було виявлено, що він посилює протисудомну дію класичних 1,4-бензодіазепінів (таких як діазепам) і мусцимолу, але не вальпроату натрію, карбамазепіну, фенобарбіталу або фенітоїну. Тофізопам рекомендовано для лікування тривожності й алкогольної абстиненції та призначається в дозуванні 50–300 мг на добу, розділених на три вживання. Пікові рівні в плазмі досягаються через дві години після перорального прийому. Повідомляється, що тофізопам не викликає залежності тією самою мірою, як інші бензодіазепіни, але все ж рекомендується призначати його протягом максимум 12 тижнів.
Тофізопам не схвалений для продажу у Сполучених Штатах або Канаді. Проте компанія Vela Pharmaceuticals з Нью-Джерсі розробляє D — енантіомер (декстофізопам) для лікування Синдром подразненого кишечника з помірною ефективністю, продемонстрованою у клінічних випробуваннях.
Також стверджується, що тофізопам є інгібітором PDE 10A, який може забезпечувати альтернативний механізм дії для його різноманітних терапевтичних ефектів, і ця дія була запропонована, щоб зробити тофізопам потенційно корисним для лікування шизофренії.
Виявлено, що тофізопам діє як інгібітор печінкового ферменту CYP3A4, і деякі дослідження припускають імовірність того, що це може спричинити небезпечну взаємодію ліків з іншими ліками, які метаболізуються цим ферментом, хоча клінічне значення цих знахідок залишається невідомим.